# Meditacija
Meditacija (iz latinske besede meditatio, ki je izpeljana iz glagola meditari, kar pomeni "premišljevati, oblikovati") je vsakršna dejavnost, pri kateri posameznik načrtno spreminja stanje zavesti z namenom, da bi dosegel kakšen specifično zastavljen cilj ali da bi se preprosto umiril.
Izraz 'meditacija' zajema širok in izjemno raznolik spekter vadb in praks – podobno kot izraz 'šport'. Pri nekaterih vrstah meditacije se posameznik (meditant, meditator) močno koncentrira na določeno besedo, zvok (mantra), na plamen svetlobe, na točko v daljavi ipd. Pri drugih vrstah se posameznik prepusti toku misli, kar imenujemo tudi kontemplacija. Nekatere vrste meditacije (npr. transcendentalna meditacija) ne vključujejo nobene koncentracije niti nobenega razmišljanja, temveč temeljijo na prostem, naravnem umirjanju brez posebnega truda s strani tistega, ki meditira. Meditacijo si ljudje največkrat predstavljajo kot dejavnost, ki se počne v posebnem položaju (sedenje v lotosovem položaju) in po posebnih predpisih, vendar je glede na namen meditacija že to, ko nekdo udobno sedi v naslanjaču in posluša sproščujočo glasbo, na primer. Izraz 'meditacija' se poleg tega uporablja tako za stanje samo, kot za tehnike doseganja in kultiviranja tega stanja.
V sodobnem psihološkem raziskovanju je bila meditacija definirana in opisana na precej različnih načinov, vendar večina poudarja glavno vlogo pozornosti.
| Še nekaj definicij meditacije: Primeri iz priznanih psiholoških revij* |                         |
| Opis | Pregled:                |
| •"Meditacija se nanaša na družino samoregulacijskih procesov, ki se osredotočajo na trening pozornosti in zavedanja z namenom večje zavestne kontrole duševnih procesov. Preko le-te naj bi spodbujali razvoj psihičnega blagostanja in/ali specifičnih sposobnosti, kot so mirnost, jasnost in koncentracija" | Walsh in Shapiro (2006) |
| •"Meditacija je stilizirana mentalna tehnika, ki se ponavljajoče vadi z namenom doseganja subjektivne izkušnje, ki je navadno opisana kot izredno pomirjajoča, prijetna in tiha skupaj z občutjem povečane zbranosti, budnosti. Za ta doživljanja se včasih uporablja tudi izraz 'blaženost'"                  | Jevning idr. (1992)     |
| •"Meditacija je izraz za opisovanje tehnik, ki služijo samoregulaciji telesa in duha ter z vključitvijo pozornosti vplivajo na psihične procese. Nadzor nad pozornostjo je osrednja skupna lastnost mnogim različnim metodam meditacije"                                                                       | Cahn in Polich (2006)   |
| •"Meditatorjeva potreba po "ponastavitvi" svoje pozornosti, bodisi s koncentracijo bodisi s čuječnostjo, je edina nespremenljiva sestavina vsakega sistema meditacije" | Goleman (1988)          |
| *Vplivni pregledi (navajani več kot 50x v bazi PsycINFO, ki zajemajo več metod meditacije. |                         |

## Zgodovina
Zgodovina človekovega ukvarjanja z meditacijo gre z roko v roki z verskim kontekstom, znotraj katerega se je meditacija izvajala. Celo v prazgodovini naj bi plemena uporabljala ponavljajoče se, ritmično popevanje skupaj z darovanji, da bi pomirila duhove in bogove. Nekateri avtorji predlagajo hipotezo, da naj bi povečanje zmogljivosti za usmerjeno pozornost, kar je element večine tehnik meditacij, pripomoglo k razvoju zadnjih stopenj človeške biološke evolucije.
Nekaj najstarejših omemb meditacije je moč najti v hindujskih Vedah. Wilson prevaja najslavnejšo vedsko mantro Gajatri takole: "Meditiramo k tej zaželeni luči božje Savitri, ki vodi naše pobožne obrede". Okoli 6. in 5. stoletja pr.n.št. so se razvile ostale oblike meditacije v taoistični Kitajski in budistični Indiji.
Na zahodu je okoli leta 20 pr.n.št. Filon iz Aleksandrije opisal tehniko "duhovne vadbe", ki vključuje pozornost (prosoche) in koncentracijo in v 3. stoletju n.št. je Plotin razvil nekaj meditativnih tehnik.
V teravadskih kanoničnih tekstih (datirani okoli 1. stoletja pr.n.št.) se indijska budistična meditacija opisuje kot pot k odrešenju. Do takrat ko se je budizem širil po Kitajski, so Vimalakirti sutre, ki so nastala okoli leta 100 n.št., že vključevala odlomke o meditaciji, ki očitno nakazujejo na zen. Svilna cesta je omogočila širitev meditacije tudi na ostale azijske države in leta 653 je bila v Singapuru odprta prva dvorana za meditacijo.
Islamska praksa Dhikr že od 9. stoletja vključuje ponavljanje 99 božjih imen. V 12. stoletju je sufijska praksa zajemala specifične meditativne tehnike, njeni privrženci pa so prakticirali dihalne vaje in ponavljanje svetih besed, neke vrste manter.
Zahodna krščanska meditacija se je začela razvijati v 6. stoletju iz prakse branja Svetega pisma med benediktinskimi menihi, ki se ji pravi Lectio Divina, božje branje. Njene štiri formalne korake, "lestve", je menih Guigo II v 12. stoletju opisal z latinskimi izrazi lectio, meditatio, oratio, contemplatio (beri, razmišljaj, moli, premišljuj). Krščansko meditacijo so kasneje razvijali svetniki, npr. Ignacij Lojolski in Terezija Ávilska v 16. stoletju.
V 18. stoletju je bil študij budizma na zahodu namenjen redkim intelektualcem. Filozof Arthur Schopenhauer je na primer diskutiral o njem, Voltaire pa je zahteval strpnost do budistov.
Posvetne oblike meditacije so se pojavile v Indiji v 50. letih 20. stoletja kot zahodnjaške variante hindujskih meditativnih tehnik. V Združene države Amerike in v Evropo so prispele v 60-ih letih. Namesto poudarjanja duhovne rasti so posvetne oblike meditacije začele poudarjati zmanjšanje  stresa, sprostitev in samorazvoj. Znanstveno raziskovanje meditacije se je začelo leta 1931, število študij pa se je dramatično povečalo predvsem v 70-ih in 80-ih letih.

## Meditacija v različnih verstvih

### Budistična meditacija
Budistična meditacija se nanaša na meditativne tehnike, povezane z budistično religijo in filozofijo. Ključni postopki meditacije so ohranjeni v starodavnih budističnih spisih, razširjali in spreminjali pa so se preko prenosa učitelj – učenec. Budisti pojmujejo meditacijo kot del poti k razsvetljenju in nirvani. Najbližje besede za označevanje meditacije v klasičnih jezikih budizma so ''bhavana'' (dobesedno pomeni razvoj, gojenje), ''dhyana'' (dobesedno pomeni védenje) in ''vipassana'' (dobesedno pomeni uvid, vpogled). Tehnike budistične meditacije postajajo čedalje bolj priljubljene po vsem svetu in vse več ne-budistov jih začenja prakticirati iz različnih razlogov. Mnoge tehnike so precej medsebojno homogene – poudarjajo npr. dihalne vaje in različne spomine – vendar po drugi strani tudi pomembno različne. Samo v teravadski tradiciji obstaja več kot petdeset metod za razvijanje čuječnosti in štirideset za razvoj koncentracije, medtem ko v tibetanski tradiciji obstaja na tisoče meditacij z vizualizacijo.
Buda naj bi poimenoval dve bistveni duševni kvaliteti, ki izvirata iz celostne meditativne prakse. Prva je umirjenost oz. spokojnost (''samatha''), ki umirja, sestavlja, povezuje (poenoti) in osredotoča um, druga pa uvid oz. vpogled (vipassana), ki omogoča posamezniku, da vidi, raziskuje in razloči "formacije", pogojene pojave, ki temeljijo na petih agregatih (khandhi; zaradi navezanosti nanje naj bi prihajalo do trpljenja). Preko razvijanja umirjenosti naj bi bil posameznik sposoben odkriti ovire, ki zavirajo njegov razvoj, nato pa preko razvijanja uvida sposoben le-te odpraviti in doseči osvobajajočo modrost.

### Hinduistična meditacija
Tudi v hinduizmu obstaja ogromno stilov meditacije. Meditacija v hinduizmu ni omejena na kakršnokoli šolo ali sekto in se je precej razširila preko hinduizma tudi na Zahod. Meditativno stanje uma hindujski jogiji razglašajo kot najvišje stanje, v katerem um sploh lahko obstaja. Joga po navadi služi kot predpriprava na meditacijo, le-ta pa je namenjena temu, da se posameznik začne zavedati enotnosti svojega jaza, svojega bistva, duše (atman) in vseprisotnega, vseobsegajočega stvarstva, ki hkrati napolnjuje in presega vse (Brahman). Izkušnja tega globokega zavedanja se v hinduizmu imenuje mokša. Pomeni večno osvoboditev socialnega in naravnega programiranja in je koncept, podoben nirvani v budizmu. Najzgodnejše omembe hinduistične meditacije je moč najti v Upanišadah in Mahabharati, ki vključuje Bhagavad-gito. Znotraj Patandžalijeve vadbe Aštanga joga je osem poti, ki vodijo k mokši. To so: etična disciplina (jama), pravila (nijama), fizične drže/vaje (asana), kontrola dihanja (pranajama), odrekanje čutom (pratjahara), »enotočkovnost« uma (dharana), meditacija (dhjana) in samadhi, ki se pogosto opisuje kot stopitev duše z Brahmanom in je končni cilj vseh hindujskih jogijev.

### Taoisična meditacija
Taoizem zajema številne meditativne in kontemplativne tradicije, temelječe na načelih, ki so opisani v I čingu (Knjigi premen), Tao te čingu, Zhuangziju in Daozangu. Mnogotere šole meditacij so ponujale raznolik repertoar dihalnih vaj, s tem pa vplivale tudi na razvoj kitajskega budizma, tradicionalne kitajske medicine in kitajske ter nekatere japonske borilne veščine. Znana taoistična meditacija, Taijiquan, Tai či, se pogosto imenuje "meditacija v gibanju". V spisih Zhuangzi iz 3. stoletja pr.n.št. se pojavlja opis meditacije zuowang, kar pomeni "sedenje in pozabljanje" ('pozabljanje' tu pomeni, da se meditator ne zaveda telesa in ega, saj se popolnoma potopi v globok trans in se stopi s kozmičnimi silami). Pri obliki meditac ije z uporabo vizualizacije, ki se ji pravi qigong, se medidator osredotoči na pretok energije (qi, poslovenjeno 'či') v telesu – začne pri trebuhu, nato pa z življenjsko energijo kroži po vsem telesu, dokler se ta popolnoma ne porazdeli.

### Krščanska meditacija
Pri krščanski meditaciji gre za proces namenskega fokusiranja na specifične misli, recimo na sporočila iz Svetega pisma in za intenzivno premišljevanje o njihovem pomenu v kontekstu ljubezni do Boga.
Močan zagovornik krščanske meditacije, pater Pij, je izjavil, da "skozi branje knjig posameznik išče Boga, skozi meditacijo pa ga najde". Za razliko od vzhodnih oblik meditacije krščanska meditacija ne sloni na uporabi ponavljanja manter, poleg tega tudi ne vključuje posebnih ponavljajočih dejanj in ne zahteva specifične drže. Namesto tega spodbuja razmišljanje in poglabljanje v pomen ter razvija osebno razmerje z Bogom. Krščanska meditacija je včasih razumljena kot vmesna stopnja pri široki tristopenjski opredelitvi molitve – zahteva več premišljevanja kot preprosto izgovarjanje molitve na prvi stopnji, vendar je manj strukturirana kot večplastna kontemplativna molitev na tretji stopnji.
Meditacijo kombiniramo z molitvijo v pobožnosti svetega rožnega venca.

### Meditacija v islamu
Spomin na Boga v islamu, ki je poznan kot koncept Dhikr je interpretiran v različnih meditativnih tehnikah v sufizmu in islamskem misticizmu. V 12. stoletju je sufijska praksa vključevala specifične meditativne tehnike in njeni privrženci so prakticirali tehnike kontrole dihanja ter ponavljanje svetih besed. Številne sufijske tradicije poudarjajo meditacijo, ki izhaja iz kognitivnega aspekta enega izmed dveh temeljnih pristopov – tehnike koncentracije in intenzivne ter visoko fokusirane introspekcije. Meditativno umirjanje naj bi imelo zdravilne posledice, poleg tega naj bi spodbujalo kreativnost. Tafakkur oz. tadabbur v sufizmu pomeni dobesedno premišljevanje o vesolju, kar naj bi omogočilo kognitivni in emocionalni razvoj, ki ju pa lahko usmerja in vodi zgolj višja sila, Bog. Občutek prejetja božjega navdiha naj bi vzbudil in osvobodil tako srce kot tudi um, intelekt, kar naj bi omogočilo takšno notranjo rast, ki še tako vsakdanjim stvarem daje kvaliteto neskončnosti.

### Meditacija v judaizmu
Že v Svetem pismu, natančneje v Genezi (24:63), piše, da je Izak šel meditirat na polje, kar je dokaz, da je v judovstvu meditacija prisotna že tisoče let. V Stari zavezi naj bi sicer dve hebrejski besedi označevali približek meditacije – hāgâ, kar pomeni mrmrati in tudi meditirati in sîḥâ, kar pomeni vaditi um. Tudi v Tanahu (hebrejski bibliji) je omenjeno, da so preroki uporabljali neke vrste meditativno tehniko. Judovska mistična tradicija, Kabala, sama po sebi preučuje področje meditacije, za kabaliste pa je glavni cilj tega preučevanja razumevanje božjega in približevanje Bogu. Klasične metode vključujejo miselne vizualizacije nebeških pokrajin, skozi katere naj bi duša potovala pri iskanju konca. Eden najbolj znanih načinov meditacije v zgodnjem judovskem misticizmu je bilo delo z Merkabo (poljem energije), v sodobni judovski praksi pa je najbolj poznana meditativna tehnika hitbodedut, ki jo lahko prevedemo kot  "odmaknjenost" oz. "stanje biti sam". Pri tej tehniki gre posameznik v naravo, kjer je lahko čisto sam in v miru ter tišini Bogu na sebi lasten način izpove vse svoje misli, občutke, probleme in frustracije.

### Meditacija v džainizmu
Džainistična meditacija služi doseganju celostnega znanja in zavedanja. Džaini so razvili tip meditacije, imenovan Samayika, katere cilj je doseči občutje popolne umirjenosti in razumeti nespremenljivo resnico svojega bistva. Ta meditacija temelji na premišljevanju o vesolju in reinkarnaciji. Džaini verjamejo, da meditacija pomaga nadzirati in uravnovešati posameznikove strasti, velik poudarek pa dajejo tudi na kontroli misli, saj naj bi te vplivale na vedenje in cilje.

## Druge, novejše oblike meditacije

### Mindfulness meditacija - čuječnost
V zadnjih dvajsetih letih so v zahodni medicinski in psihološki javnosti postali izredno razširjeni programi, temelječi na čuječnosti kot sredstva pomoči tako bolnikom kot tudi zdravim ljudem. Jon Kabat-Zinn, ki je leta 1979 ustanovil Program odpravljanja stresa, ki temelji na čuječnosti (Mindfulness-Based Stress Reduction program), je čuječnost definiral kot "trenutno, nepresojajoče zavedanje". Čuječnost preprosto pomeni "biti tukaj in zdaj", polno prisoten in zavedajoč v tem trenutku. Pomeni pozornost na pravkar odvijajoči se trenutek in situacijo, brez presojanja. Čuječnost se lahko razvije skozi postopne vaje, kot na primer pregled telesa (body scan), sedenje pri miru z osredotočanjem samo na dihanje ali pa zgolj s pozornostjo na okus, teksturo in trdoto hrane, ki jo trenutno uživamo, na primer.

### Transcendentalna meditacija
Starodavno tehniko nenapornega meditiranja, kjer um prehaja (transcendira) na globlje (manj aktivne in bolj vseobsežne) ravni zavesti, je indijski znanstvenik in guru Mahariši Maheš Jogi v 1960-ih ponudil svetu v obliki sistematiziranega tečaja. Transcendentalne meditacije se zato lahko ljudje naučijo zgolj na tečajih, ki se, tako kot tehnika sama, enotno izvajajo po vsem svetu. Meditator, ki prakticira to tehniko, dvakrat na dan za približno 20 minut udobno sedi z zaprtimi očmi in misli mantro, ki je v tem primeru brez pomena, deluje namreč zgolj kot zvok, ki deluje kot »nevrološko stikalo«, ki zelo hitro umiri možgansko aktivnost, ob hkrati ohranjenem zavestnosti, poleg tega pa ustvarja močne nevrofiziološke učinke. Mantra samodejno preusmerja pozornost na vedno globlje, tišje ravni zavesti, kjer je vse manj misli – vse do čiste zavesti, ki ji v zadnjih letih pravijo tudi četrto glavno stanje zavesti (poleg budnosti, spanja in sanjanja). Redno izkušanje tega stanja postopoma stabilizira to izkušnjo tudi v vsakodnevni aktivnosti, kar potrjujejo tudi raziskave.

## Znanstvene raziskave meditacije
Čeprav prvi zapisi in fenomenološki opisi meditacije segajo daleč nazaj, v obdobje Vedske Indije, so se empirične raziskave tega področja pričele šele v zadnjih nekaj desetletjih. Spremembe v psihofiziološkem stanju, ki so posledica meditacije, sestavljajo konfiguracijo, nasprotno reakciji pretiranega vzburjenja pri stresu. Implikacije o tem, da meditacija služi kot protiučinek za stresne reakcije so bile testirane z vidika stopnje habituacije, vendar do sedaj še ni bilo direktnega ocenjevanja interakcije učinkov meditacije v stresni situaciji, ki bi vključevala kompleksne emocionalne dražljaje. 
Od zgodnejših študij na indijskih jogijih in Zen-budističnih menihih do novejših raziskav na ameriških meditatorjih je bilo vsakič moč opaziti konsistenten vzorec karakterističnih stanj. Pomembnejši avtomatski odzivi vključujejo upočasnitev hitrosti dihanja in bitja srca, zmanjšanje porabe kisika, zmanjšanje oz. stabilizacija krvnega pritiska, zmanjšanje prevodnosti kože. Vsi ti odzivi kažejo vzorec, ki nakazuje na posplošeno inhibicijo simpatičnega živčnega sistema.
Vzorec možganskih valov je, kot kažejo raziskave, ki so primerjale EEG zapise, različen pri različnih vrstah meditacije. Pri tehnikah, ki temeljijo na koncentraciji (Zen-budistična meditacija, meditacija sočutja), se med meditacijo pojavljajo izraziti gama valovi (20 – 50 Hz). Pri tehnikah, ki temeljijo na kontemplaciji, prostem nadzoru (čuječnost, zazen, vipassana), so med meditiranjem prisotni theta valovi (6 – 8 Hz). Pri tehnikah, ki vključujejo prosto, nenaporno prehajanje med ravnmi zavesti (transcendentalna meditacija, qi-gong), pa se pojavljajo alfa1 valovi (8 – 10 Hz).
Znanstvene raziskave vadbe čuječnosti so pokazale, da se pri tistih, ki to tehniko redno prakticirajo, poveča zmožnost organizma, da se zdravi sam. Poleg tega se v možganih začne pojavljati sprememba iz težnje po uporabi desnega čelnega režnja namesto levega v bolj enakomerno uporabo obeh režnjev, kar nadalje povzroči zmanjšanje pogostosti pojavljanja depresije in anksioznosti, poveča pa se pogostost pojavljanja zadovoljstva, občutka sproščenosti in čustvene uravnovešenosti.
Meditacija se lahko uporablja v klinični praksi pri zdravljenju motenj, povezanih s stresom ali pa v smislu odpravljanja škodljivih učinkov normalnega, vsakodnevnega stresa. Učinek meditacije pri slednjem se pokaže predvsem, kadar se dnevni, kratkotrajni učinki meditacije razširijo čez daljše obdobje in transformirajo v poteze. Pokazalo se je, da so tisti ljudje, ki meditirajo, na splošno manj tesnobni, hkrati pa bolj težijo k samoaktualizaciji.

### Meditacija na delovnem mestu
Zadnje čase se opravlja vse več raziskav s področja organizacijske psihologije, namreč povezava meditacije zaposlenih z zadovoljstvom pri delu, z delovno učinkovitostjo in odnosi na delovnem mestu.